# Cattedrale di San Pietro (Guayaquil)
La cattedrale di San Pietro (in spagnolo: Catedral de San Pedro) si trova a Guayaquil, in Ecuador, ed è sede dell'arcidiocesi di Guayaquil.

## Storia
La cattedrale di San Pietro è stata costruita al posto della precedente cattedrale, costruita in legno nel 1590 sulla collina di Santa Ana ed andata distrutta in un terribile incendio nel 1692. Nel 1695 venne edificata una nuova cattedrale rimasta invariata per circa 300 anni. L'edificio attuale è stato costruito tra il 1924 e il 1937.